# Karel Muller

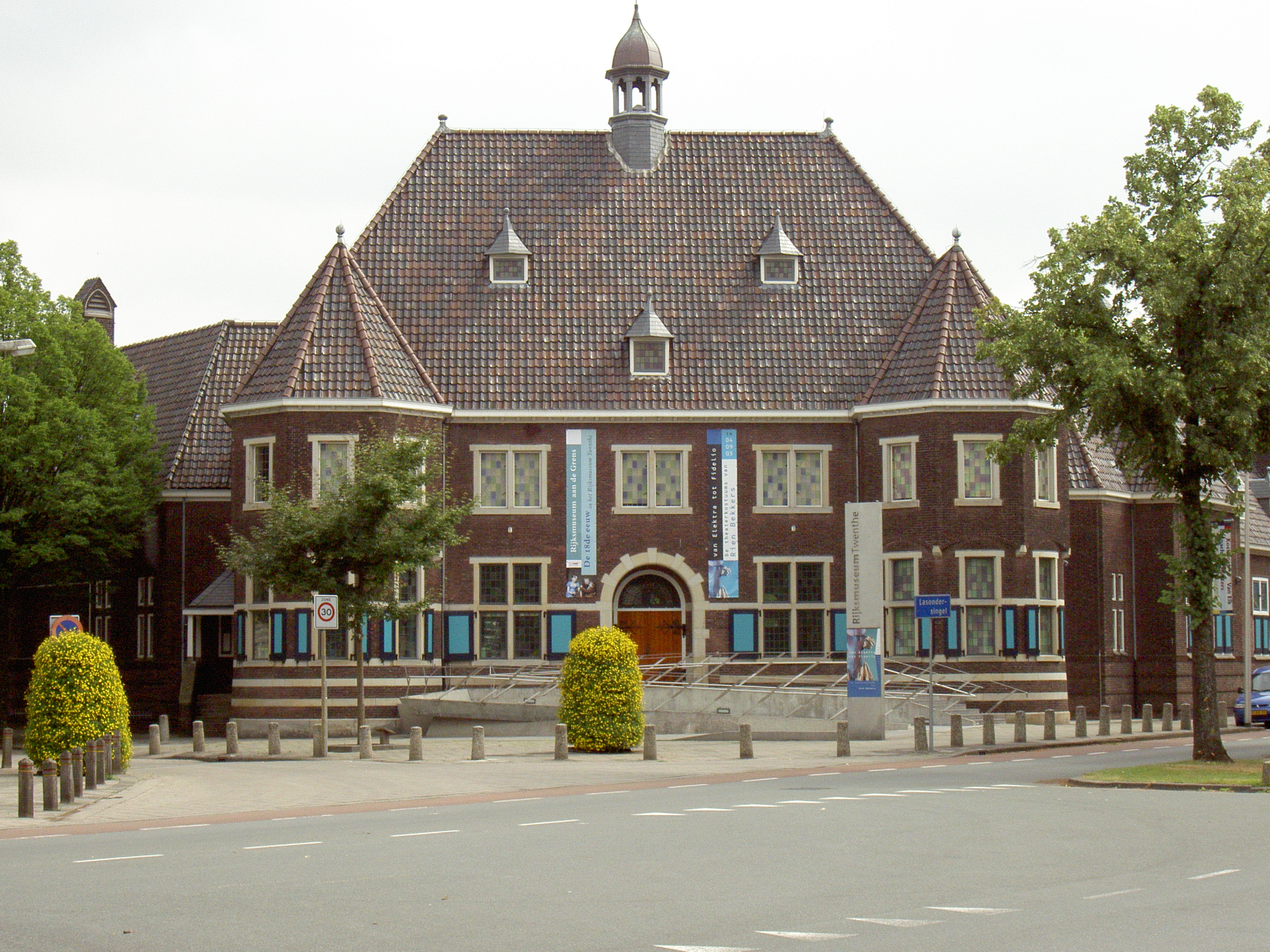
Rijksmuseum Twenthe in Enschede

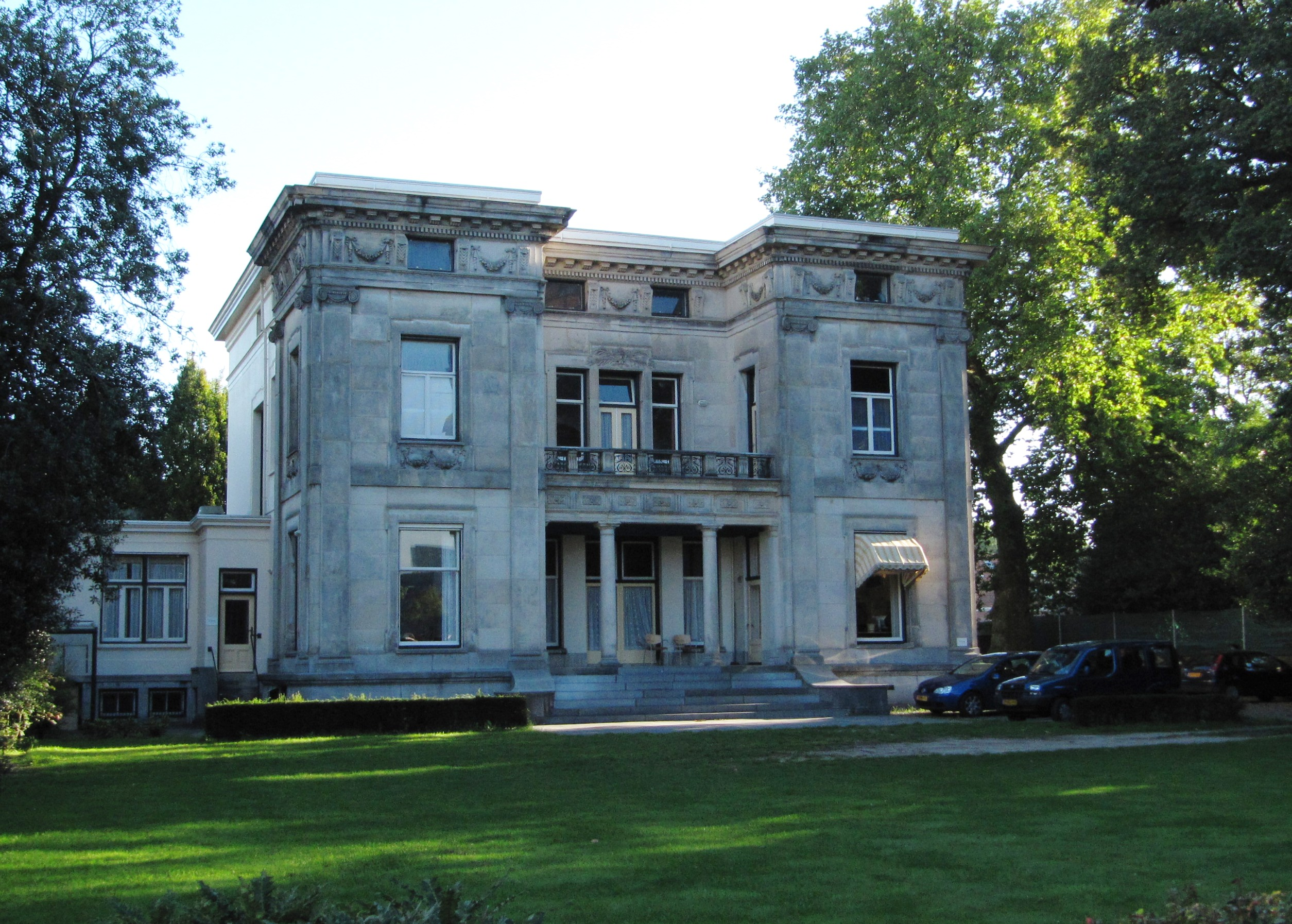
Woonhuis voor L. van Heek in Enschede

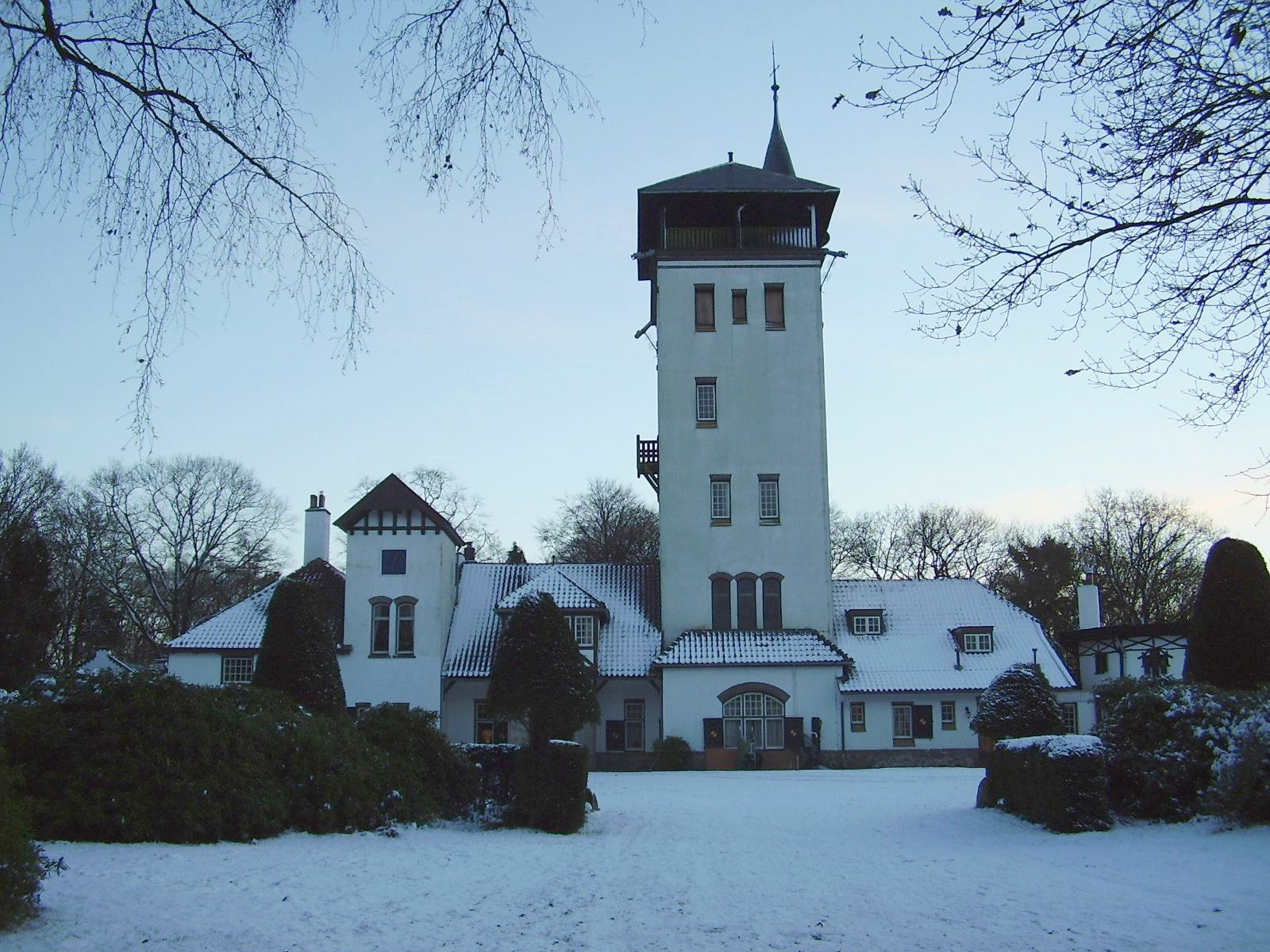
De Sprengenberg in Haarle

Karel Joan Muller (Amsterdam, 20 januari 1857 – Hengelo (Overijssel), 25 mei 1942) was een Nederlands architect. Hij ontwierp vooral gebouwen in Amsterdam en in Twente en verwierf landelijke bekendheid door zijn ontwerpen voor Tuindorp 't Lansink in Hengelo.

## Levensloop
Hij was een telg uit het geslacht Muller en zoon van koopman Johann Werner Anton Ludwig Muller en Anna Maria Franciska Fernandina Emma Diepenbrock. Muller genoot zijn opleiding van 1876 tot 1882 aan de Polytechnische school in Hannover. Daarna richtte hij in Amsterdam een bureau op met zijn broer Hendrik Clemens en zijn studiegenoot Jonas Ingenohl. Ze waren zeer actief binnen het genootschap Architectura et Amicitia; Muller was 36 jaar lid. Toen twee van zijn zussen trouwden met mannen uit de familie Gelderman, ging Muller rond de eeuwwisseling meer in Twente werken.
Muller deed aan turnen. Samen met Reinier Blom gaf hij in Parijs een demonstratie reuzenslingeren. Muller was een van de architecten van de Turnhallen aan de Nieuwe Passeerdersstraat 1.
Muller trouwde in 1925 in Islington met de Britse Harriet Elizabeth (Lily) Hubbard (1872-1959). Hij was een broer van de schilder Gerard Muller. Karel Muller was bevriend met tuin- en landschapsarchitect Leonard Springer.
Qua bouwkunst neigt Muller naar de Klassieke bouwkunst en de Hollandse renaissance stijl. Hij wordt weleens "de vader van de Twentse landhuizen" genoemd.
In 1906 werd Muller benoemd tot Ridder in de Orde van Oranje-Nassau.
Muller werd begraven op de begraaf- en gedenkplaats Oldenzaalsestraat te Hengelo.

## Werken
Beperkte opsomming van zijn werk:
- Turngebouwen Nieuwe Passeerdersstraat 1, Amsterdam, 1886/1887, samen met Ingenohl
- Kantoorgebouw Koninklijke Nederlandsche Gist- en Spiritusfabriek, Delft, 1905
- Landhuis De Sprengenberg, Haarle, 1898-1910 (in fasen)
- Landhuis Egheria, De Lutte, 1908-1910
- Tuindorp 't Lansink, Hengelo (O), 1910-1924
- Woonhuis (buitenhuis) De Paasberg, De Lutte, circa 1912
- Parkgebouw, Rijssen, 1914
- Directiekantoor Gelderman, Oldenzaal, 1917
- Tuinwijk Elinkwijk, Utrecht (voorheen Zuilen), gebouwd tussen 1915 en 1927
- Landhuis Bellinckhof, Almelo, 1917-1920
- Jachthuis / jachtopzienerswoning bij Poortbulten, De Lutte, 1920-1921
- Bankgebouw van de Twentsche Bank, Hengelo (O), 1927-1928
- Rijksmuseum Twenthe, Enschede, 1929
- Gedenkbank voor John Tattersall op landgoed  't Slöttelmös te Enschede, 1930.

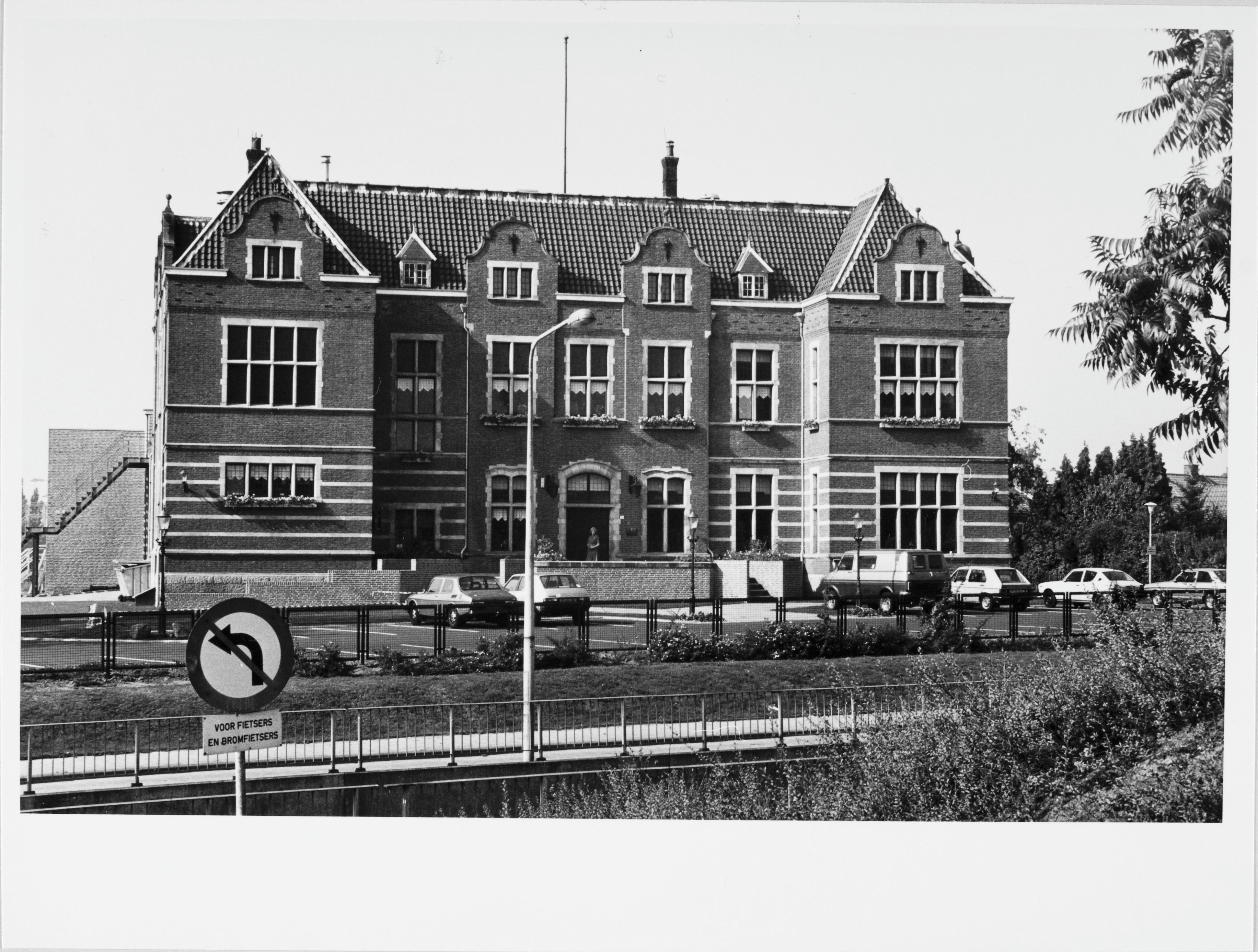
Directiekantoor H.P. Gelderman en Zonen, Oldenzaal
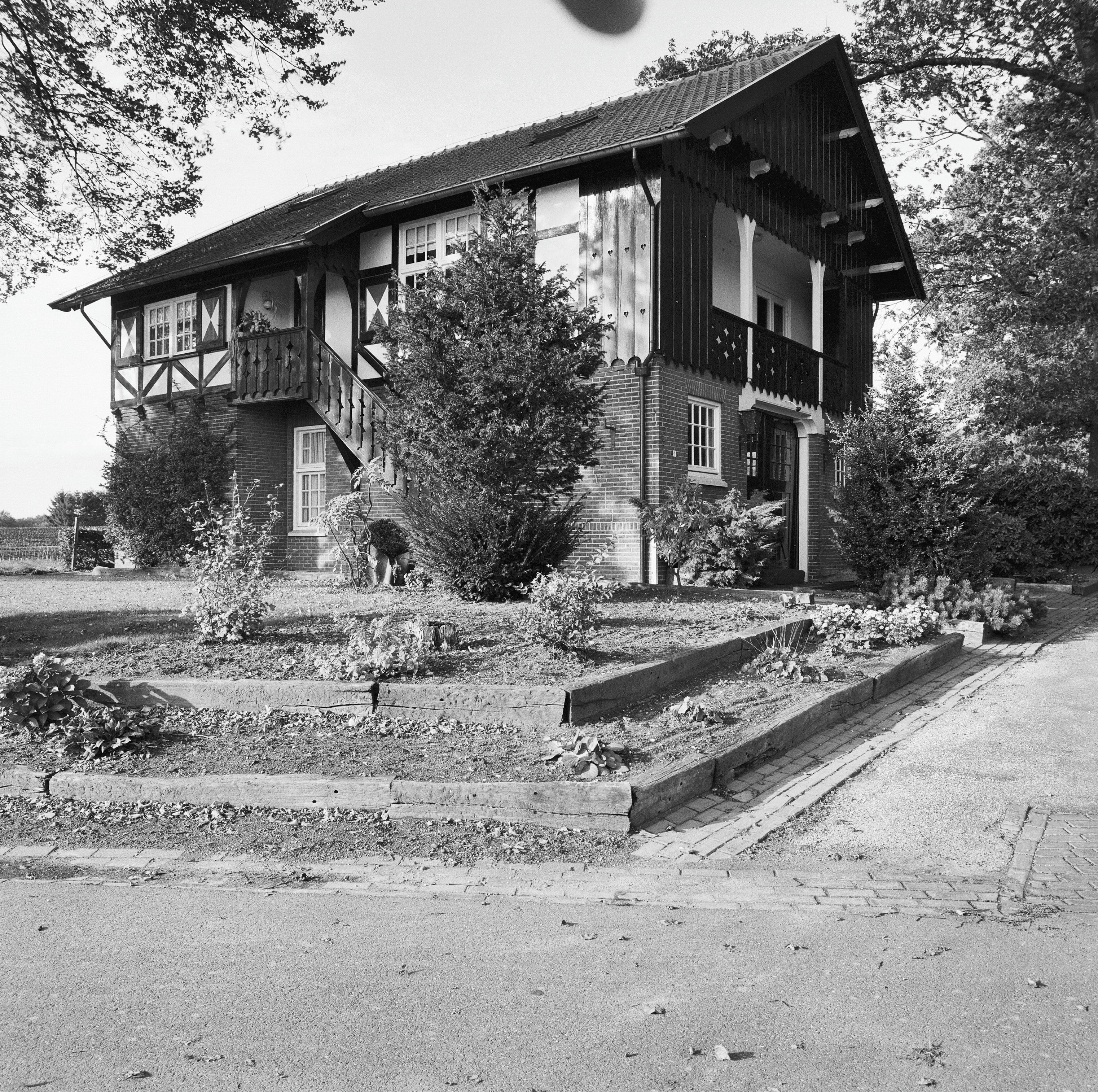
Dienstgebouw van landhuis Egheria in De Lutte